# Luis Marín (Fußballspieler, 1983)
Luis Antonio Marín Barahona (* 18. Mai 1983 in Santiago de Chile) ist ehemaliger chilenischer Fußballtorhüter.

## Karriere

### Verein
Nachdem Luis Marín 2002 von den Santiago Wanderers und Colo-Colo abgewiesen wurde, begann seine Profikarriere bei Audax Italiano. Dort kam er aber in drei Jahren nicht zu einem Ligaeinsatz. Aus diesem Grund wechselte er 2007 zu Liganeuling Lota Schwager. Dort schafft er es den Platz zwischen den Pfosten zu erkämpfen. Nachdem der Verein am Saisonende als Absteiger feststand, entschied sich Marín zum erneuten Wechsel. 2008 unterzeichnete er einen Vertrag bei Unión Española. Auch hier erarbeitete er sich sofort den Status der Nummer eins. 2009 konnte er mit dem Team den ersten Platz in der Apertura einnehmen und qualifizierte sich somit für die Meisterschaftsrunde. Dort verlor das Team erst im Finale gegen CF Universidad de Chile mit 1:2. Bis zu seinem Karriereende 2017 folgten weitere Stationen, darunter auch in den USA.

### Nationalmannschaft
Nachdem der Torhüter kein einziges Spiel für die chilenische Nationalmannschaft in der Südamerika-Qualifikation bestritt und sein Länderspieldebüt erst im Mai in einem Freundschaftsspiel gegen Trinidad und Tobago in Iquique feierte, wurde er überraschend von Nationaltrainer Marcelo Bielsa als dritter Torwart für die Fußball-Weltmeisterschaft 2010 in Südafrika nominiert. In Südafrika zog das Team bis ins Achtelfinale ein und schied dort gegen Brasilien aus. Marín kam als Nummer drei hinter Claudio Bravo und Miguel Pinto während des gesamten Turniers zu keinem Einsatz.